# Slaget vid Okerois
Slaget vid Okerois var ett slag under finska kriget 1808–1809. Slaget stod mellan svenska och ryska styrkor den 28 februari 1808 vid Okerois.

## Bakgrund
Under den svenska reträtten ifrån södra Finland i februari 1808 marscherade den 2:a brigaden mot Tavastehus genom Okerois. Brigaden var delad i två avdelningar: den högra, vilken gick främst, samt den vänstra, som marscherade efter. När brigaden marscherade genom Okerois den 28 februari inväntade högra avdelnings arriärgarde inte vänstra avdelningen innan de lämnade orten. Den senares främsta bataljon, under befäl av överstelöjtnant Otto Fredrik Wetterhoff, anlände till Okerois mellan 16:00 och 17:00. De nu trötta och frusna soldaterna spreds bland husen för att vila. En patrull skickades dock inte ut och man märkte därför inte den ryska styrkan som nalkades byn, ledd av Ivan Matejevitj Erikson.

## Slaget
Runt klockan 17:00 anföll den ryska styrkan Okerois från sydost. Svenskarna försvarade sin ställning envist, men tvingades trots det tillbaka av den övermäktiga fienden, tills endast ett fåtal stugor var i svensk besittning. Efter två timmars het strid anlände resterande delar av svenska avdelningen samt överste Gustaf Bogislav von Platen, som tog befälet. Därefter avtog stridigheterna under några timmar. När sedan en andra rysk styrka inkom under befäl av Jakov Petrovitj Kulnev börjades dock en svensk tillbakadragning då vägen mot Tavastehus var hotad. En bataljon ur Björneborgs läns infanteriregemente samt två kanoner som anlänt från Kankaantaka täckte avdelningens återtåg. I Sairakkala kunde Wetterhoffs soldater till slut vila efter 16 timmar av strid och marsch.